# شواغير التحتا
شواغير التحتا هي إحدى القرى اللبنانية من قرى قضاء الهرمل في محافظة بعلبك الهرمل.